# 倉敷市立連島東小学校
倉敷市立連島東小学校（くらしきしりつ つらじまひがししょうがっこう）は、岡山県倉敷市連島町連島にある市立小学校である。

## 沿革
《主要な出典：》
- 1873年（明治06年）3月 - 連島村字茂浦にある梅雲寺境内に連島啓蒙社を創立。
- 1875年（明治08年）9月 - 連島小学校と改称。同村字茂浦にある地蔵院に移転。
- 1877年（明治10年）7月 - 知新小学校と改称。同村字江長にある徳寿院に支校を設置し日章支校と称す。
- 1887年（明治20年）
  - 3月 - 支校を廃校。
  - 4月 - 学制改正により尋常連島小学校と改称。
- 1893年（明治26年）9月 - 学制改正により連島尋常小学校と改称。
- 1941年（昭和16年）4月 - 国民学校令により連島東国民学校と改称。
- 1947年（昭和22年）4月 - 学制改革により連島町立連島東小学校と改称。当時の所在地は岡山県浅口郡連島町連島。
- 1948年（昭和23年）9月1日 - 本校から連島町立水島小学校（現・倉敷市立水島小学校）へ児童が編入[注釈 1][2]。
- 1953年（昭和28年）6月1日 - 連島町が倉敷市に合併。倉敷市立連島東小学校と改称。当時の所在地は岡山県倉敷市連島町連島849番地[3]。
- 1973年（昭和48年）3月 - 旧校舎新築整備完了。
- 1977年（昭和52年）4月 - 倉敷市立旭丘小学校が本校から分離して開校（当初は本校内に同居）。
- 1978年（昭和53年）3月 - 旭丘小学校が校舎新築落成に伴い移転。
- 1998年（平成10年）4月 - 連島東幼稚園が移転・同居。
- 2004年（平成16年）3月 - 北側高台に新校舎が完成、旧校舎から移転。所在地は現在の倉敷市連島町連島2850番地。

## 学校教育目標
「心豊かに　たくましく生きる　子どもの育成」

### めざす児童像
「元気で　仲よく　がんばる子」（あいさつ・外遊び・そうじ）

### めざす学校像
- 真剣に学習「伸びる学校」
- 生き生きと活動「楽しい学校」
- 安心・安全と健康な体「安心・安全な学校」
- 品位と節度「美しい学校」

## 出身著名人
- 薄田泣菫（詩人・随筆家） - 本校では当人を題材とした教育も行われている。

## 通学区域が隣接している学校
- 倉敷市立連島西浦小学校
- 倉敷市立連島神亀小学校
- 倉敷市立水島小学校
- 倉敷市立旭丘小学校
- 倉敷市立連島北小学校